# Liste von Bergen und Erhebungen in Liberia
Dies ist eine Liste von Bergen und Erhebungen in Liberia:
| Höhe   | Name         | Region       | Koordinate         | Bemerkung        |
| ------ | ------------ | ------------ | ------------------ | ---------------- |
| 1440 m | Mount Wuteve | Lofa County  | 8° 9′ N, 9° 56′ W  | höchste Erhebung |
| 868 m  | Mount Tokade | Nimba County | 7° 27′ N, 8° 40′ W |                  |